# Línguas munda
As línguas munda são uma família linguística falada por cerca de dez milhões de pessoas no centro e leste da Índia e Bangladesh. Eles constituem um ramo da família de línguas austro-asiáticas, o que significa que eles estão relacionados a línguas como as línguas mon e khmer e vietnamita, bem como as línguas minoritárias na Tailândia, no Laos e no sul da China. As origens das línguas mundas não são conhecidas, mas são anteriores às outras línguas do leste da Índia. Ho, mundari e santali são línguas notáveis deste grupo. Essas línguas são pensadas terem sido faladas anteriormente por uma área muito maior do que são hoje, e que foram empurradas às montanhas, florestas e áreas isoladas.
A família é geralmente dividida em dois ramos: munda do norte, falada no planalto Chota Nagpur de Jharkhand, Chhattisgarh, Bengala Ocidental e Odisha; e munda do sul, falada no centro de Odisha e ao longo da fronteira entre Andhra Pradesh e Odisha. Mas também existem outras subfamílias propostas, já que não há um consenso do relacionamento interno das línguas munda. Gregory D.S. Anderson fez em 1999 um das mais recentes tentativas de mudar a classificação.